# Bou Hanifia
Bou Hanifia (ou Bou Hanifia El Hammamet, soit Bou Hanifia-les Bains) est une commune de la wilaya de Mascara, située au sud-est de Mascara. Elle abrite une station thermale très réputée en Algérie, Hammam Bouhanifia, dont l'origine date de l'antiquité romaine.

## Toponymie
La commune doit son nom au marabout Sidi Ben Hanifia.

## Histoire

### Époque romaine
De nombreuses ruines romaines d'Aquae Sirenses, prouvent la présence de l'Empire dans cet endroit. La cité antique est en passe d'être détruite pour en faire un champ de culture de melons.

### Époque coloniale
En 1860, le corps du génie militaire construisit des piscines spécialement pour les soldats français. En 1913, Bouhanifia devint le siège de la commune mixte. Sept ans plus tard, une école, le siège municipal, un bureau de PTT  furent construits, ainsi qu'un centre industriel.

#### La Seconde Guerre mondiale
En 1942, l'armée américaine s'installe à Bouhanifia et son département de santé transforme le lieu en district hospitalier, mais en 1943, l'armée américaine quitte les lieux et le district redevient ce qu'il était auparavant.

### Transport

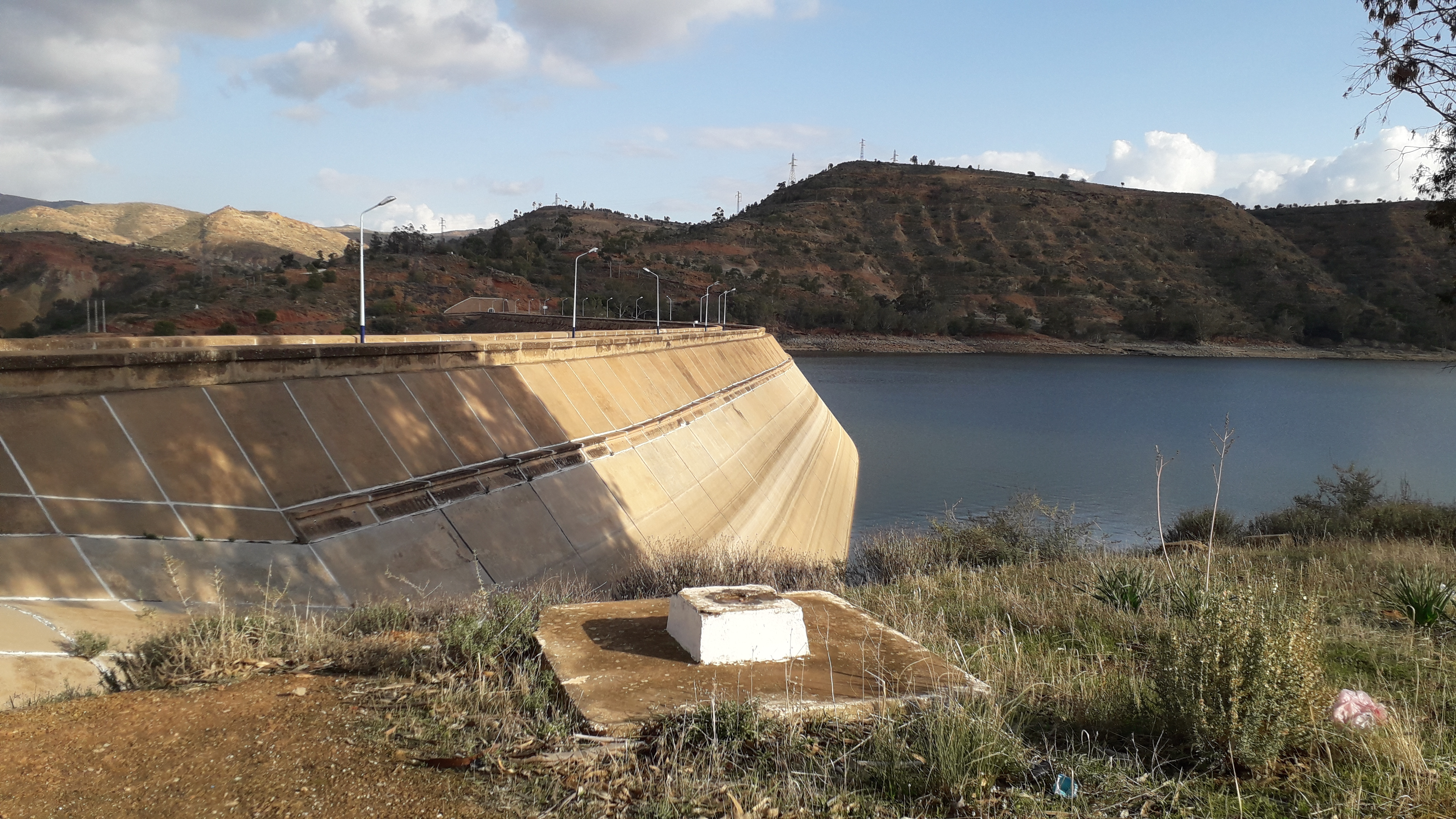
Barrage de Bou Hanifia

## Économie

### Hydraulique
1930 a vu la construction du barrage hydraulique de Bou Hanifia, à 4500 mètres du village. Il s'agit d'un barrage en enrochements 
arrimés, de 460 m de longueur totale en crête, s'élevant à 56 m au-dessus du talweg ; sa largeur au sommet est de 5 m, elle atteint 125 m à la base.

### Tourisme

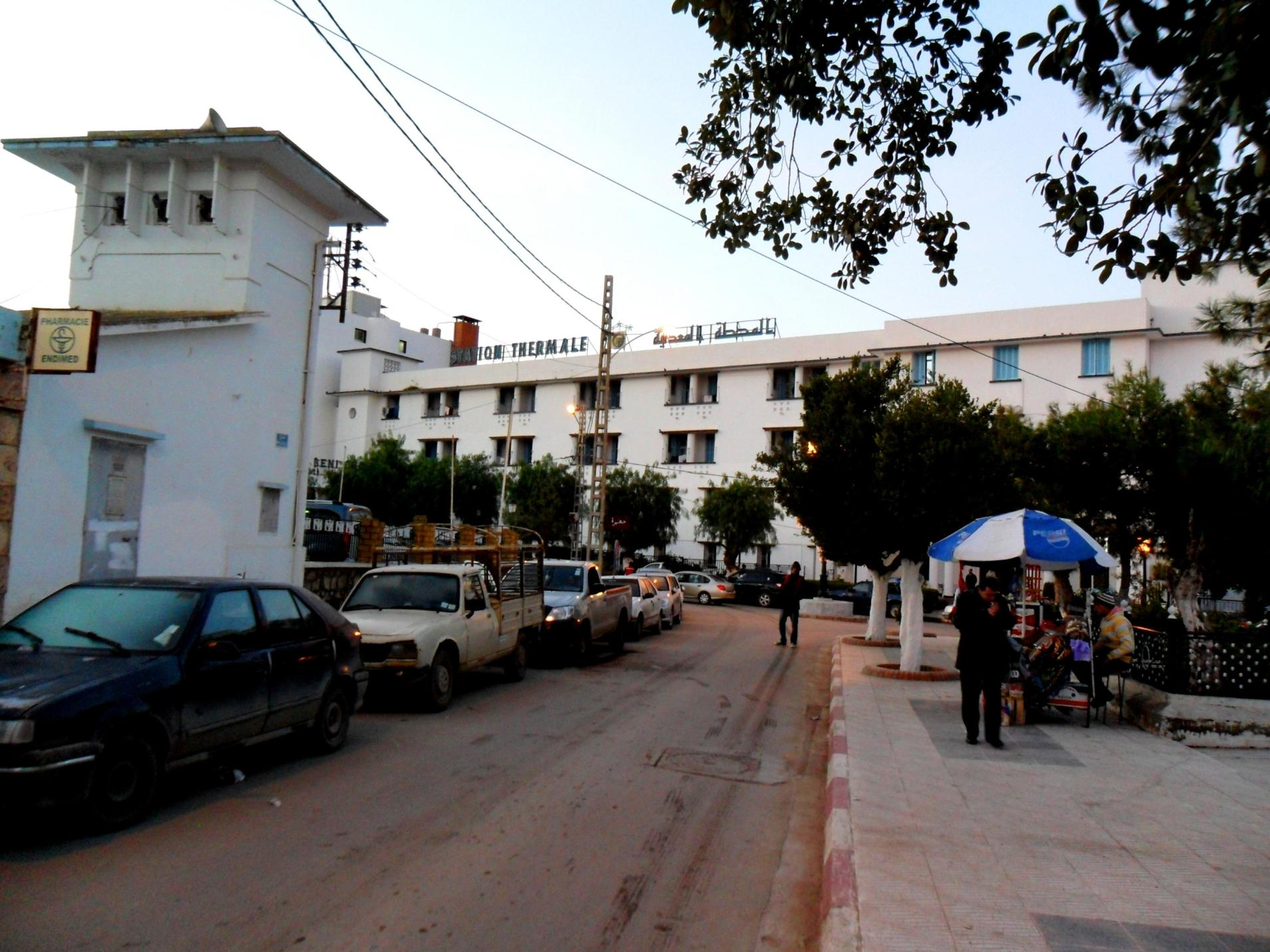
Station minérale

Grâce aux eaux minérales thérapeutiques, Bou Hanifia,attire de nombreux touristes de tout le pays pour les loisirs et les soins, d'autant plus que la commune dispose de nombreux bains minéraux et de multiples hôtels qui fournissent des services au profit des résidents.

### Waada

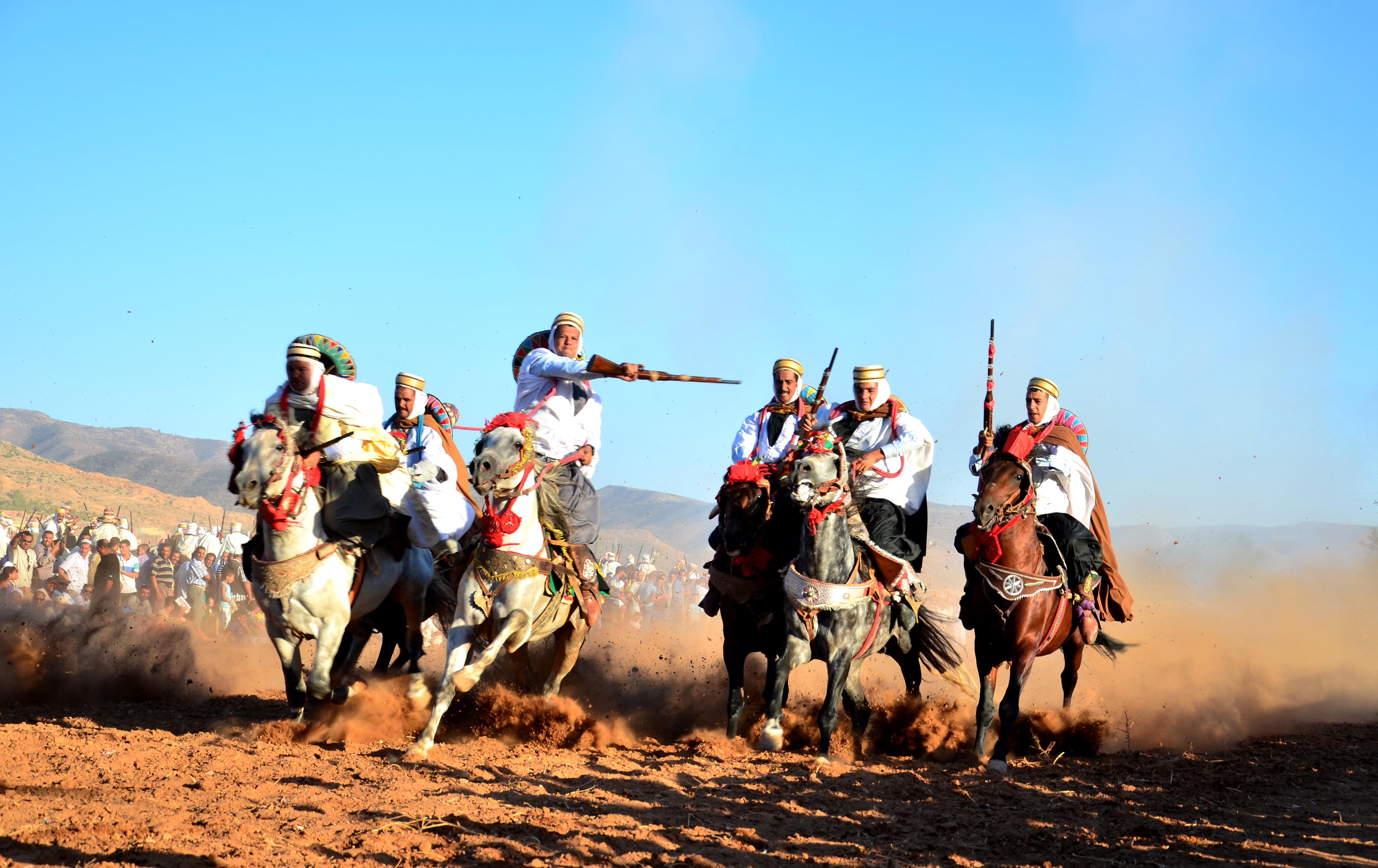
Spectacle de Fantasia, 2014.